# Ședință

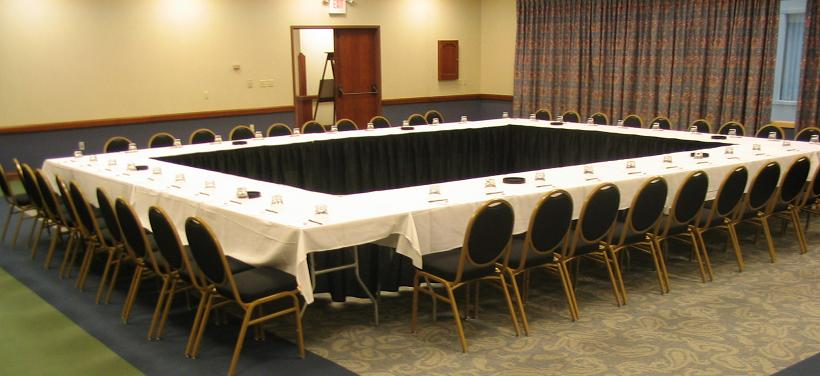
Ședințele au loc uneori în jurul meselor de conferință.

Într-o ședință, două sau mai multe persoane se întâlnesc pentru a discuta despre unul sau mai multe subiecte, de multe ori într-un cadru formal.

## Definiții
Un dicționar Merriam-Webster definește ședința ca fiind „un act sau proces de întrunire organizată” - de exemplu, „ca [...] o adunare pentru un scop comun [...]”.
O ședință este o adunare a două sau mai multe persoane, care a fost convocată în scopul de a atinge un obiectiv comun prin interacțiuni verbale, cum ar fi schimbul de informații sau obținerea unui acord. Întâlnirile pot avea loc față-în-față sau virtual, mediate de tehnologiile de comunicații, cum ar fi un teleconferință, teleconferință prin Skype sau videoconferință.
Se poate distinge o ședință de alte adunări, cum ar fi o întâlnire întâmplătoare (nepregătită), un joc sportiv sau un concert (interacțiunea verbală este întâmplătoare), o petrecere sau adunarea unor prieteni (niciun scop comun nu este atins) și o demonstrație (al cărui scop comun este realizat în principal de numărul de demonstranți prezenți, nu prin interacțiunea verbală).
Planificatorii de întruniri și alți specialiști profesioniști pot utiliza termenul de „întrunire” pentru a desemna un eveniment rezervat la un hotel, centru de convenții sau orice alt loc dedicat pentru astfel de adunări. În acest sens, termenul „întrunire” se referă la o prelegere (o prezentare), un seminar (de obicei mai multe prezentări în fața unei mici audiențe, într-o zi), o conferință (o întrunire medie desfășurată pe parcursul a uneia sau a mai multor zile), un congres (o întrunire mare desfășurată pe parcursul a mai multor zile), o expoziție sau târg (cu standuri vizitate de trecători), un atelier (mai mic, cu participanți activi), un curs de formare și o sesiune de team-building.

## Tipuri de întâlniri

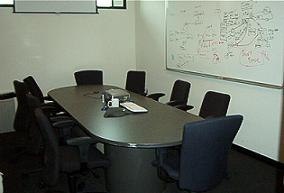
Ședințele au loc de multe ori în sălile de conferință

Prima ședință a unui nou director

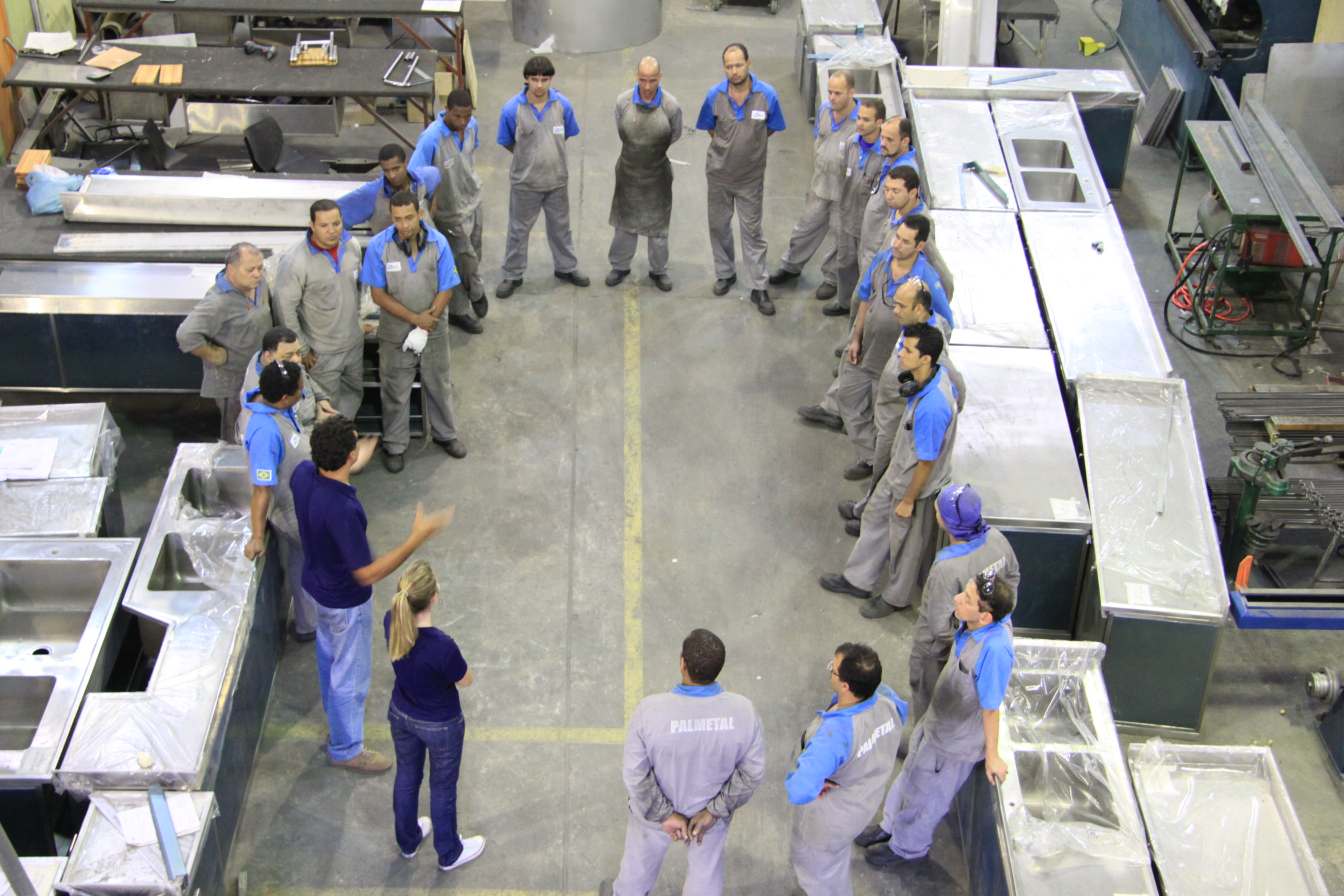
Ședință de instruire. Fotografia arată o întâlnire de lucru a muncitorilor dintr-o companie de produse din oțel inoxidabil din Rio de Janeiro, Brazilia.

Printre tipurile comune de ședințe sunt:
- ședință ad-hoc, o ședință convocată cu un scop special
- ședință a consiliului de administrație al unei organizații
- Întâlnire la micul dejun
- ședință a comitetului, o întrunire a unui grup din cadrul unei organizații
- ședință a conducerii, o întâlnire între manageri
- ședință unu-la-unu, între doi indivizi
- ședință de echipă în cadrul unui anumit proiect - o întâlnire între colegii de lucru cu privire la diverse aspecte ale unui proiect de echipă
- ședință la primărie, o adunare publică într-un cadru informal
- ședință de lucru, care are ca efect un rezultat concret